# Kekuli Bay Provincial Park
Der Kekuli Bay Provincial Park (auch Kekuli Bay Park) ist ein Provincial Park im zentralen Süden der kanadischen Provinz British Columbia. Er liegt zwischen dem Westufer des Kalamalka Lake und dem British Columbia Highway 97 südlich von Vernon im Regional District of North Okanagan.

## Geschichte
Der Park wurde am 8. März 1990 als einer der Provincial Parks in British Columbia noch als Kalamalka West Park gegründet, jedoch noch im selben Jahr umbenannt. Im Laufe der Zeit wurden dabei sowohl seine Größe wie auch sein Schutzstatus geändert. Heute hat er eine Größe von 57 ha.
Wie jedoch bei fast allen Provinzparks in British Columbia gilt auch für diesen, dass die Gegend, lange bevor sie von europäischen Einwanderern besiedelt oder sie Teil eines Parks wurde, Siedlungs- und/oder Jagd-/Fischereigebiet verschiedener Stämme der First Nations, hier hauptsächlich der Okanagan, war. 
Der Begriff „Kekuli“ im Namen des Parks, eine Bezeichnung aus dem Chinook Wawa für die Überreste (prä)historischer Grubenhäuser, wurde aus dem Colville-Okanagan übernommen.

## Flora und Fauna
Mit dem Biogeoclimatic Ecological Classification (BEC) Zoning System wird das Ökosystem von British Columbia in verschiedene biogeoklimatische Zonen eingeteilt. Biogeoklimatische Zonen zeichnen sich durch ein grundsätzlich identisches oder sehr ähnliches Klima sowie gleiche oder sehr ähnliche biologische und geologische Voraussetzungen aus. Daraus resultiert in den jeweiligen Zonen dann grundsätzlich auch ein sehr ähnlicher Bestand an Pflanzen und Tieren. Innerhalb dieser Systematik wird der Park der Interior Douglas-fir Zone zugeordnet.
Neben verschiedenen anderen Tierarten wie dem Präriefalken kommt im Park die Pazifik-Klapperschlange vor, welche in Kanada als gefährdete Art gilt.

## Aktivitäten
Der Kekuli Bay Provincial Park ist ein Park der an touristischer Infrastruktur, neben vorbereiteten Flächen zum Camping, auch über eine Slipanlage für Boote verfügt. Der See ist ein beliebter Ort für Wasserski- und Bootsfahrer. Die Slipanlage wird von vielen Wassersportlern genutzt, die im Kalamalka Lake Provincial Park an Ostufer des Sees ihre Zeit verbringen.